# Haematopota mokanshanensis
Haematopota mokanshanensis är en tvåvingeart som beskrevs av Ouchi 1940. Haematopota mokanshanensis ingår i släktet Haematopota och familjen bromsar. Inga underarter finns listade i Catalogue of Life.